# Klinoklor
Klinoklor (iz grškega klino – poševen in hloros – zelen) ali ripidolit (iz grškega ripis – pahljača in lithos – kamen) je zelo pogost silikatni mineral iz podrazreda plastnatih silikatov s kemijsko formulo (Mg,Fe2+)5Al[(OH)8|AlSi3O10]. Kristali so najpogosteje ploščati, lističasti ali žarkasti, lahko pa so tudi masivni skupki.
Mineral je odkril in prvi opisal William Phipps Blake leta 1851 v West Chesterju v Pensilvaniji (ZDA).

## Značilnosti
Čisti klinoklor je brezbarven, primesi pa ga značilno obarvajo. Prevladuje zelenkasto bela do temno zelena barva. Kristali so prozorni do prosojni in imajo steklast sijaj. Prelomi imajo vlaknato strukturo in bisern do svilnat sijaj. Mineral je mehak, saj je njegova trdota od 2 do 2,5. Njegova gostota je 2,55 do 2,75 g/cm3.

## Podvrste in različki
- Delesit in diabantit sta z železom bogata različka kliniklorja.
- Kämmererit je s kromom bogat različek, ki je zaradi značilne rdeče barve breskovega cveta zelo cenjen med zbiralci klinoklorja. Ime je dobil po Augustu Alexandru Kämmererju,  nemškemu direktorju rudnikov v Sankt Peterburgu.
- Leuchtenbergit je različek z majhno vsebnostjo železa.
- Penin je z magnezijem obogaten zeleno črn različek klinoklorja.
- Šeridanit je z aluminijem bogat različek.

## Nastanek in nahajališča
Kliniklor je nastal s hidrotermalnim metamorfizmom v skrilavcih ali marmorju. Spremljajoči minerali so biotit, hondrodit in magnetit.
Njegova tipska lokacija je West Chester v Pensilvaniji. Druga pomembna nahajališča so v Ahmatovsku in Zlatoustu na Uralu (Ruska federacija), Schwarzensteinu na Tirolskem, Traversalli v Piemontu (Italija)  in  Markt-Laugastu v Gornji Frankoniji (Nemčija).
V Sloveniji so minerale iz kloritne skupine našli v dolini Bistrice pri Slovenski Bistrici.